# قائمة سجون السعودية
تحتوي هذه القائمة على أسماء سجون في السعودية.

## قائمة سجون السعودية
| السجن                     | الوصف |
| ------------------------- | --- |
| الحائر (سجن)              | سجن الحائر ويطلق عليه بالعادة بـ«الحاير»، سجن أمني، تشرف عليه المباحث العامة السعودية، جزء من السجن جنائي، والجزء الآخر خاص بالأمن السياسي، يقع السجن على بعد 29 كيلومتر إلى الجنوب من وسط العاصمة الرياض ويعتبر أكبر سجن متعلق بالأمن السياسي في السعودية، افتتح في عام 1983، وهو مختص بقضايا الإرهاب وأمن الدولة. |
| سجن عليشة                 | سجن عليشة هو سجن في الرياض تُديرهُ المباحث العامّة وقد اشتهرَ على نطاقٍ واسع بفضلِ ضمّه للمُعتقلين تعسفيًا. خلال الاحتجاجات السعودية 2011 - 2013؛ راجت بعض الأخبار التي تُفيد بنقلِ خالد الجهني إلى السجن فيما تُشير تقارير أخرى لاحتوائه على العديد من الأعضاء المؤسسين لحزب الأمة الإسلامية. |
| سجن المباحث العامة بذهبان | سجن المباحث العامة بذهبان هو سجنٌ يقع بالقرب من ذهبان في جدة بالمملكة العربية السعودية. بُنيّ السّجن في عام 2015 كجزء من خطّة تجديد البنية التحتيّة لمدينة جدة بما في ذلك سجونها وقد كلّف خزينة الدولة 400 مليون ريال سعودي. لدى هذا السّجن القُدرة على استيعابِ 7500 سجين وقد نُقل له حال فتحهِ 3000 محكوم. بحلول عام 2015؛ أكّد مدير السجن السيّد العتيبي أنّ سجن المباحث العامة في ذهبان هو أحد أفضل السجون في الدولة لما يتوفر عليه من بنيّة تحتيّة وتكنولوجيا مراقبة مُتطوّرة. |
| سجن الطرفية               | سجن الطرفية هو سجن سياسي يقع في مدينة بريدة في السعودية و تديره المباحث العامة السعودية و يبلغ عدد المعتقلين السياسيين و الموقوفين بقضايا الإرهاب حاليا فيه أكثر من 3000 معتقل |